# Astronomie en rayons X

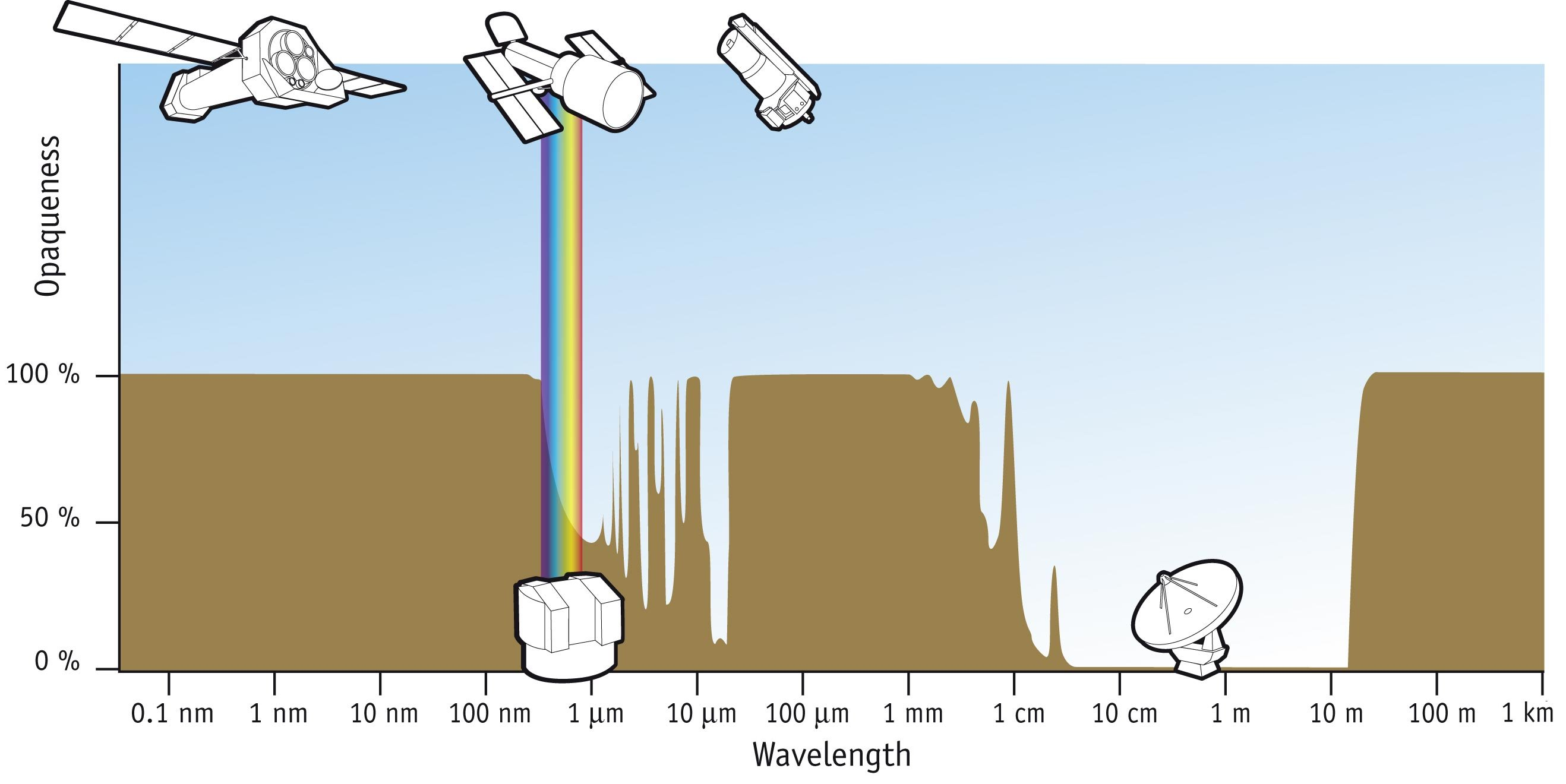
Les rayons X couvrent le domaine allant d'environ 0,008 nanomètres, auquel l'atmosphère est opaque.

L’astronomie en rayons X (souvent abrégée en « astronomie X ») est la branche de l'astronomie qui consiste à étudier l'émission des objets célestes en rayons X. Puisque le rayonnement X est absorbé par l'atmosphère de la Terre, les instruments doivent être envoyés à haute altitude à l'aide de ballons et désormais de fusées. L'astronomie X fait donc aujourd'hui partie de la recherche spatiale, les détecteurs étant placés à bord de satellites.
Le rayonnement X est produit par des sources qui contiennent du gaz extrêmement chaud, à des températures d'un à plusieurs centaines de millions de kelvins. Le gaz est alors un plasma composé d'atomes et d'électrons à très haute énergie.
La découverte de la première source cosmique de rayons X en 1962 fut une surprise. Cette source, appelée Scorpius X-1 (la première source X connue dans la constellation du Scorpion), se trouve dans la direction du centre de la Voie lactée. Grâce à cette découverte, Riccardo Giacconi reçut le prix Nobel de physique en 2002. Plus tard on[Qui ?] découvrit que cette source est dix mille fois plus brillante dans les rayons X que dans le domaine visible. De plus, l'énergie dégagée sous forme de rayons X par cette source est cent mille fois plus grande que la totalité de l'émission radiative du Soleil dans toutes les longueurs d'onde.
Aujourd'hui, on sait que les sources cosmiques de rayons X sont des objets compacts, tels que des étoiles à neutrons ou des trous noirs, mais aussi des étoiles massives comme des étoiles O ou Wolf-Rayet. Des sources particulièrement intéressantes sont les étoiles binaires « X », qui sont composées d'une étoile « normale » (c'est-à-dire sur ou proche de la séquence principale) et d'un objet compact. Si la période orbitale est courte (quelques jours), l'étoile normale perd de sa matière, laquelle tombe vers l'objet compact en formant un disque d'accrétion à l'origine de l'émission des rayons X.
Des études récentes ont également permis de montrer que l'espace entre les galaxies dans l'Univers est rempli d'un gaz très dilué mais très chaud (température d'environ 10 à 100 millions de kelvins) qui crée dans le domaine X un fond diffus similaire au rayonnement de fond cosmologique dans le domaine radio. La masse de ces gaz chauds serait de 5 à 10 fois supérieure à la masse totale des galaxies.[réf. nécessaire]

## Historique
Aucun rayon X provenant de l'espace ne peut atteindre le sol, ce qui assure une protection certaine à la vie terrestre, même si les photons d'énergie supérieure à 30 kiloélectron-volts peuvent pénétrer l'air sur quelques mètres. Les photons X de 0,5 à 5 kiloélectron-volts, typiques de la plupart des sources astronomiques, sont arrêtés par quelques feuilles de papier. 90 % des photons de 3 kiloélectron-volts sont arrêtés par dix centimètres d'air. Comme pour l'astronomie gamma, il a donc fallu s'affranchir de l'atmosphère en plaçant les instruments en altitude à l'aide de fusées, de ballons-sondes ou de satellites.

### Fusées
Les premières mesures ont été faites en 1948 par l'équipe d'Herbert Friedman, du laboratoire de la marine américaine (US Naval Research Laboratory, NRL), avec des compteurs Geiger embarqués dans un V2 pris aux Allemands. Ils ont ainsi pu détecter les rayons X émis par la couronne solaire.
En 1962, une fusée Aerobee équipée de trois compteurs Geiger fut lancée du Nouveau-Mexique par une équipe AS&E (en)/MIT et mesura le rayonnement d'une source située en dehors du Système solaire, Scorpius X-1. Les mesures faites à partir de fusées ont un temps d'observation et un angle de vue limités.

### Ballons-sondes
Les ballons-sondes ne sortent pas complètement de l'atmosphère : même si à 40 kilomètres d'altitude il n'en reste que 0,003 %[pas clair], la plupart des rayons X sont encore absorbés et les photons d'énergie inférieure à 35 kiloélectron-volts sont inobservables. Une expérience récente est le High Resolution Gamma-ray and Hard X-ray Spectrometer (HIREGS[réf. non conforme]), avec un premier lancé en décembre 1991. Un ballon-sonde lancé de la station McMurdo en Antarctique fit, grâce aux vents, un voyage circumpolaire de deux semaines.

### Satellites
Uhuru est le premier satellite lancé spécifiquement dans le but de faire de l'astronomie en rayons X, en 1970.
Le premier télescope extra-atmosphérique fut embarqué dans le laboratoire Einstein, lancé en 1978. La focalisation par des miroirs permettait d'obtenir une image.[pas clair] Il cessa de fonctionner en avril 1981.
Parmi les satellites observant en rayons X, on peut citer ROSAT, ASCA observatory et BeppoSAX.
Le détecteur X du satellite Vela 5B resta opérationnel pendant plus de dix ans.
Les programmes actifs aujourd'hui sont l'observatoire XMM-Newton (rayons X plutôt mous, de 0,1 à 15 kiloélectron-volts), le satellite INTEGRAL (rayons durs de 15 à 60 kiloélectron-volts), lancés par l'ESA. La NASA a lancé le Rossi X-ray Timing Explorer et les observatoires SWIFT et Chandra. SWIFT contient le télescope X XRT[réf. non conforme].
SMART-1 contient un télescope X destiné à l'observation de la fluorescence X de la surface de la Lune.

### Observation directe
Les rayons X sont aussi utilisés pour analyser les roches (spectroscopie de fluorescence X). Les premiers appareils furent embarqués en 1976 et 1977 dans les missions Surveyor 5, 6 et 7. Plus récemment[Quand ?], ce type d'instrument a été utilisé pour la mission Pathfinder.

## Détecteurs derayons X

### Capteurs CCD
La plupart des détecteurs actuels utilisent des capteurs CCD. En lumière visible, un unique photon peut produire un unique électron dans le pixel et l'image est alors reconstruite par la charge accumulée dans chaque pixel. Quand un photon X heurte un CCD, il crée des centaines de milliers d'électrons, nombre variant proportionnellement à son énergie. On a donc une mesure de cette énergie.

### Microcalorimètres
Un microcalorimètre détecte un photon à la fois. Ils sont utiles pour l'astronomie où, bien que la source soit très puissante, le flux atteignant la Terre est très faible.

### Détecteurs à supraconducteurs
C'est une amélioration des microcalorimètres. Des métaux supraconducteurs sont maintenus près de leur température de changement d'état (la température où leur résistance devient nulle), généralement quelques kelvins.

## Objets étudiés
Les sources X comprennent les amas de galaxies, les trous noirs dans les noyaux actifs de galaxies, les rémanents de supernova, les étoiles ou les couples d'étoiles contenant une naine blanche (variables cataclysmiques et sources X ultrafaibles), étoiles à neutrons, trous noirs, binaires X.
Certains corps du Système solaire émettent des rayons X par fluorescence. La Lune en est un exemple, bien que ce soit principalement le rayonnement réfléchi du Soleil.
Une combinaison de toutes ces sources est à l'origine du fond diffus X, mesurable par différence au moment de son occultation par la Lune pour chaque petite partie du ciel.
La matière accélérée lorsqu'elle tombe dans un trou noir émet des rayons X (avant de passer l'horizon du trou noir). Cette matière forme un disque d'accrétion. Les disques d'accrétion autour d'une naine blanche ou d'une étoile à neutrons libèrent une énergie supplémentaire quand le gaz atteint la surface de l'astre à haute vitesse. Pour une étoile à neutrons, la matière peut aller à une vitesse ultrarelativiste.
Dans certains systèmes avec une naine blanche ou une étoile à neutrons, le champ magnétique peut être assez fort pour empêcher la formation du disque d'accrétion. Par friction le gaz devient très chaud et émet des rayons X. Le gaz perd son moment angulaire et des rayons supplémentaires sont créés quand la matière touche la surface.
L'intensité émise par un trou noir est variable en de très courts intervalles de temps. La variation en luminosité permet de déduire la taille du trou noir.
Les amas de galaxies sont une réunion de petites unités de matière : galaxies, gaz, matière noire. Celles-ci gagnent de l'énergie en tombant dans le puits de potentiel gravitationnel de l'amas. Les chocs en résultant chauffent ce gaz à une température entre 10 et 100 millions de kelvins, en fonction de la taille de l'amas. Ce gaz émet dans le domaine X, avec des raies d'émission correspondant aux métaux (métal dans le sens astronomique : élément autre que l'hydrogène et l'hélium).
Les galaxies et la matière noire ne se heurtent pas et finissent par orbiter (voir théorème du viriel) autour du puits de potentiel de l'amas.